# Кэннон, Кристин
Кристи́н Кэ́ннон (англ. Christine Cannon, урожд. Кристи́н Э́ллисон, англ. Christine Allison) — шотландская кёрлингистка.
В составе женской команды Шотландии участница пяти чемпионатов мира среди женщин (наивысшее занятое место — серебряные медали в 1994). В составе женской ветеранской команды Шотландии участница четырёх чемпионатов мира среди ветеранов (наивысшее занятое место — чемпионы в 2014 и 2016). Пятикратная чемпионка Шотландии среди женщин.
Играет в основном на позиции четвёртого, была скипом команды.

## Достижения
- Чемпионат мира по кёрлингу среди женщин: серебро (1994), бронза (1991).
- Чемпионат Шотландии по кёрлингу среди женщин: золото (1988, 1989, 1991, 1993, 1994).
- Чемпионат мира по кёрлингу среди ветеранов: золото (2014, 2016), бронза (2017).
- Чемпионат Шотландии по кёрлингу среди ветеранов: золото (2013, 2014, 2016, 2017).[2]

## Команды
| Сезон   | Четвёртый       | Третий             | Второй         | Первый             | Запасной                                             | Турниры                       |
| ------- | --------------- | ------------------ | -------------- | ------------------ | ---------------------------------------------------- | ----------------------------- |
| 1987—88 | Кристин Эллисон | Маргарет Скотт     | Кимми Браун    | Шина Драмми        |                                                      | ЧШЖ 1988 · ЧМ 1988 (9 место)  |
| 1988—89 | Кристин Эллисон | Маргарет Скотт     | Кимми Браун    | Кэрол Доусон       |                                                      | ЧШЖ 1989 · ЧМ 1989 (7 место)  |
| 1990—91 | Кристин Эллисон | Клэр Милн          | Маири Милн     | Маргарет Ричардсон |                                                      | ЧШЖ 1991 · ЧМ 1991            |
| 1992—93 | Кристин Кэннон  | Клэр Милн          | Маири Херд     | Маргарет Ричардсон | Джеки Локхарт (ЧМ)                                   | ЧШЖ 1993 · ЧМ 1993 (5 место)  |
| 1993—94 | Кристин Кэннон  | Клэр Милн          | Маири Херд     | Джанис Уотт        | Шейла Харви (ЧМ)                                     | ЧШЖ 1994 · ЧМ 1994            |
| 2012—13 | Кристин Кэннон  | Маргарет Ричардсон | Janet Lindsay  | Margaret Robertson | Marion Craig (ЧМВ) тренер: Изобель Ханнен (ЧМВ)      | ЧШВ 2013 · ЧМВ 2013 (4 место) |
| 2013—14 | Кристин Кэннон  | Маргарет Ричардсон | Изобель Ханнен | Janet Lindsay      | Margaret Robertson (ЧМВ) тренер: Джеки Локхарт (ЧМВ) | ЧШВ 2014 · ЧМВ 2014           |
| 2015—16 | Джеки Локхарт   | Кристин Кэннон     | Изобель Ханнен | Маргарет Ричардсон | Margaret Robertson (ЧМВ)                             | ЧШВ 2016 · ЧМВ 2016           |
| 2016—17 | Джеки Локхарт   | Кристин Кэннон     | Изобель Ханнен | Маргарет Ричардсон | Janet Lindsay (ЧМВ)                                  | ЧШВ 2017 · ЧМВ 2017           |

(скипы выделены полужирным шрифтом)

## Частная жизнь
Замужем, муж — Джим Кэннон, тоже кёрлингист, чемпион Европы среди мужчин.